# Острова Комсомольские
Острова Комсомольские — группа островов архипелага Земля Франца-Иосифа. Площадь островов — около 21 км², высочайшая точка — 34 метра. Административно относится к Приморскому району Архангельской области России.
Острова Комсомольские состоят из четырёх практически полностью свободных ото льда островов — одного крупного и трёх более мелких. Рельеф островов плоский, в центральной части основного острова имеется небольшое, до 34 метров, возвышение. В северной части крупнейшего острова группы находится астрономический пункт.
Ближайший крупный остров — остров Хейса, расположен в 8 километрах к западу, от островов Комсомольских, отделённый Австрийским проливом. Приблизительно на таком же расстояние к востоку от островов Комсомольских находится Земля Вильчека.
Острова были обнаружены и нанесены на карты в 1874 году Юлиусом Пайером — австрийским исследователем Арктики, первооткрывателем архипелага Земля Франца-Иосифа.
Изначально вся группа островов назывались островами Хейса, нынешний остров Хейса был обнаружен лишь в 1901 году американской экспедицией Болдуина-Циглера. После прихода советской власти островам было дано патриотическое имя — Комсомольские.